# Nashville
Nashville – miasto w Stanach Zjednoczonych, stolica stanu Tennessee, położone nad rzeką Cumberland. Należy do najszybciej rozwijających się dużych miast w Stanach Zjednoczonych. Obszar metropolitalny Nashville–Davidson–Murfreesboro–Franklin liczy 2,1 mln mieszkańców. Jest stolicą hrabstwa Davidson (miasto i hrabstwo ma jeden samorząd od 1963).
Miasto słynie jako stolica amerykańskiej muzyki country, ale także współczesnej muzyki chrześcijańskiej i gospel. Jest nazywane Muzycznym miastem.
Ze względu na dużą liczbę instytucji edukacyjnych miasto nazywane jest czasami „Atenami Południa”. Do najważniejszych uczelni w Nashville należą: Vanderbilt University (1873), Tennessee State University (1912), Fisk University (1866) i Belmont University (1890).
W mieście znajduje się Cmentarz Spring Hill i replika Partenonu.
Podczas wojny secesyjnej przebywał tu czasowo 58 Ochotniczy Pułk Piechoty Nowego Jorku, nazywany potocznie Polskim Legionem.
Zostało uznane przez U.S. News & World Report za 25. najlepsze miejsce do życia w Stanach Zjednoczonych, w latach 2022–2023.

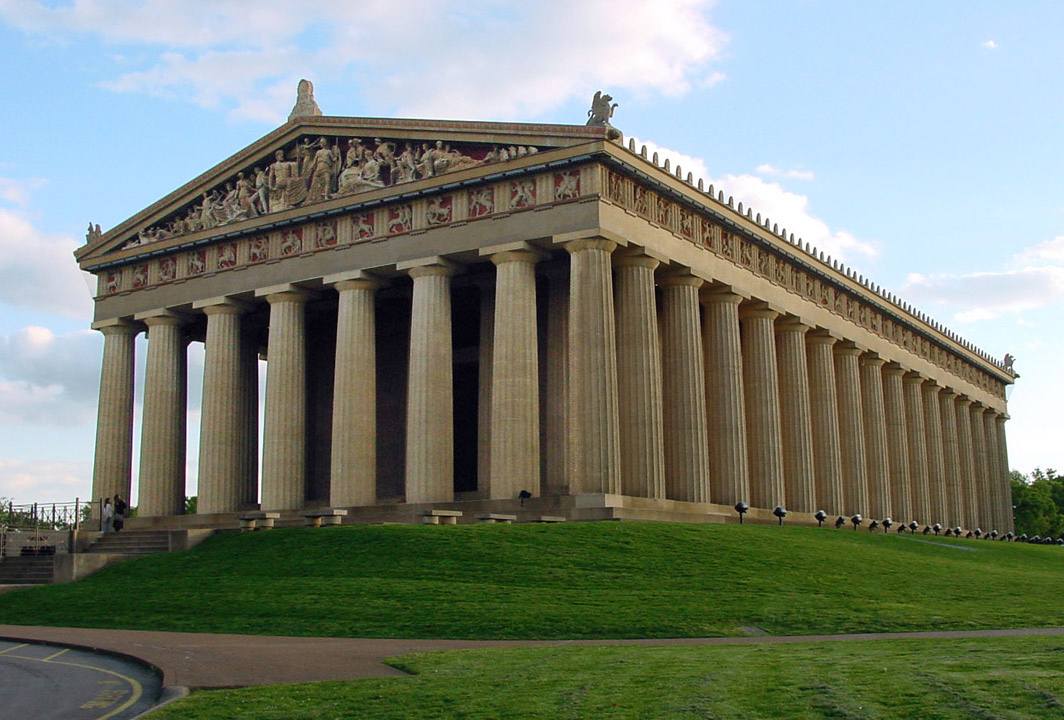
Partenon w Nashville

## Demografia
Według danych pięcioletnich z 2023 roku, 56,5% mieszkańców głównego miasta stanowiła ludność biała, 25,5% to czarnoskórzy Amerykanie lub Afroamerykanie, 9,2% miało rasę mieszaną, 3,5% to Azjaci, 0,3% to rdzenna ludność Ameryki, 0,1% to Hawajczycy i mieszkańcy innych wysp Pacyfiku, 4,9% inni (wg podziału ze względu na rasę). Latynosi stanowili 13,8% (bez podziału na rasę).
Poza osobami pochodzenia afroamerykańskiego, do największych grup należą osoby pochodzenia angielskiego (10,2%), niemieckiego (8,7%), irlandzkiego (7,9%), meksykańskiego (6,8%), „amerykańskiego” (5,9%), afrykańskiego subsaharyjskiego (4%), szkockiego lub szkocko–irlandzkiego (3,6%), włoskiego (2,7%), arabskiego (2,3%) i europejskiego (2,2%).

## Transport
- Nashville International Airport
- Serwis „Music City Star” linii kolejowej „Nashville and Eastern Railroad”
- „Nashville Metropolitan Transit Authority”

## Religia

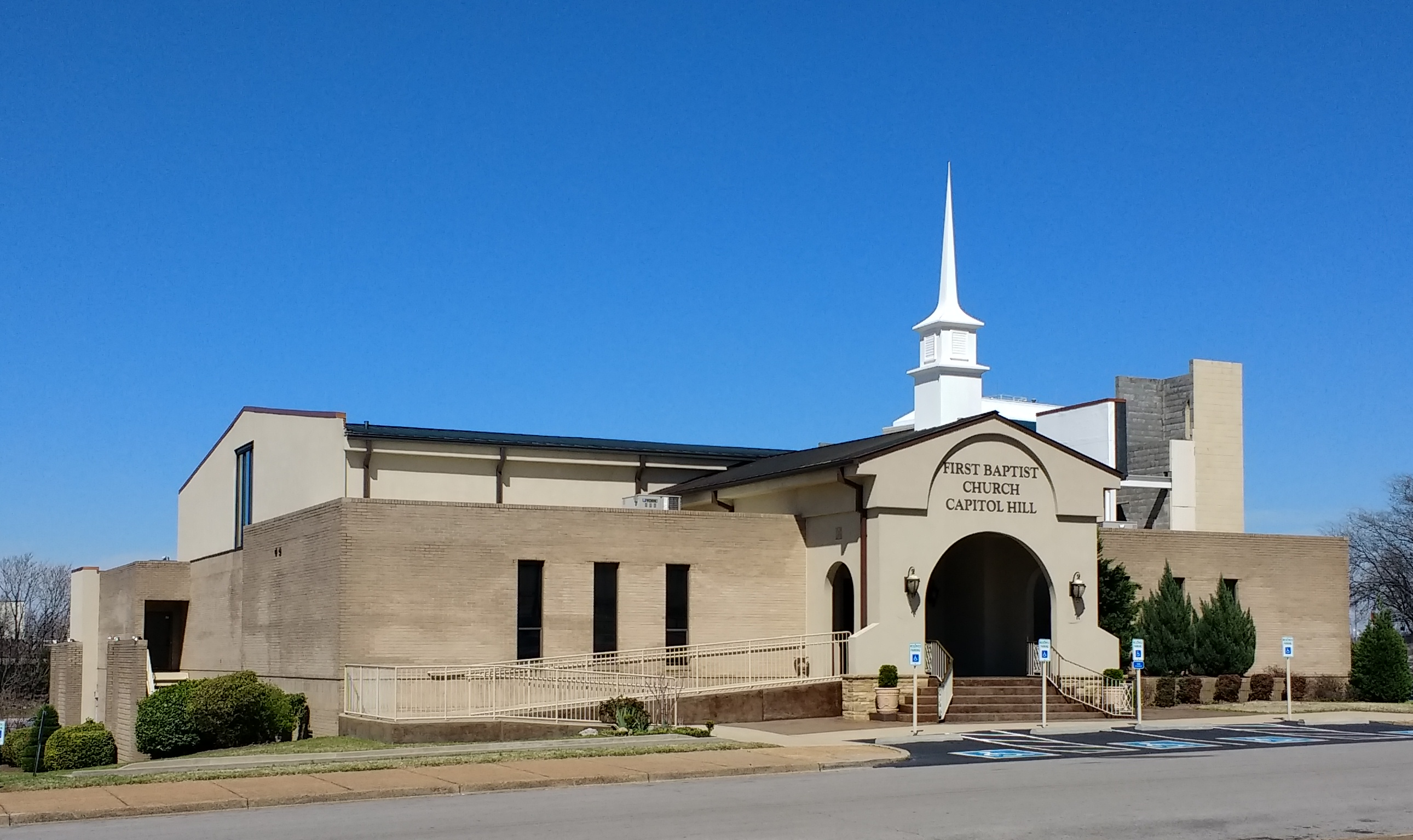
Kościół baptystyczny.

Nashville posiada najwyższy odsetek społeczności ewangelikalnej wśród amerykańskich metropolii liczących co najmniej 2 mln mieszkańców. Według ARDA, w 2020 roku około jedna trzecia (ponad 600 tys.) osób zamieszkujących obszar metropolitalny Nashville to członkowie Kościołów ewangelikalnych (w większości baptystycznych i bezdenominacyjnych, ale także campbellitów, zielonoświątkowców, czy uświęceniowców). Do innych większych społeczności należeli:
- Kościół katolicki – 122 614 członków w 35 parafiach
- Protestanci głównego nurtu (w większości Zjednoczony Kościół Metodystyczny) – ok. 120 tys. członków
- Czarni protestanci (głównie baptyści) – ponad 100 tys. członków
- Chrześcijanie prawosławni (gł. Koptyjski Kościół Ortodoksyjny) – 20,9 tys. członków
- Mormoni – 17,5 tys. członków,
- Muzułmanie – 15,2 tys. wyznawców,
- Świadkowie Jehowy – 14,7 tys. osób.

## Miasta partnerskie
- Wielka Brytania: Belfast
- Francja: Caen
- Kanada: Edmonton
- Japonia: Kamakura
- Niemcy: Magdeburg
- Argentyna: Mendoza
- Chiny: Taiyuan
- Australia: Tamworth[11]